# 美波町立赤松小学校
美波町立赤松小学校（みなみちょうりつ あかまつしょうがっこう）は、徳島県海部郡美波町にあった公立小学校。
児童数の減少などの理由で2010年3月31日をもって閉校し、同年4月1日に美波町立日和佐小学校に統合された。鉄筋コンクリート2階建て校舎は、2014年秋に撤去された。2015年2月6日現在、救急用ヘリポートを造成工事中。

## 基礎データ
全校生徒数
- 約150人（1960年代当時）[1]

最寄駅
- 四国旅客鉄道牟岐線北河内駅

## 沿革
- 1873年（明治6年）3月3日 - 赤松全域を学区とし、赤松村字野田77番地に赤松小学校を創立する。
- 1956年（昭和31年）9月30日 - 町村合併のため赤河内村から日和佐町となり日和佐町立赤松小学校となる。
- 1967年（昭和42年）3月30日 - 鉄筋コンクリート鉄骨併用2階建て校舎に改築。
- 1968年（昭和43年）3月30日 - 講堂、兼体育館が竣工。
- 1996年（平成8年）4月23日 - プール竣工。
- 2006年（平成18年）3月31日 - 町村合併のため日和佐町から美波町となり美波町立赤松小学校となる。
- 2010年（平成22年）3月31日 - 閉校され、美波町立日和佐小学校に統合。
- 2014年（平成26年）秋 - 校舎取り壊し。

## 関連学校
- 美波町立日和佐中学校
- 日和佐町立赤松中学校（1974年3月31日閉校）